# Psittacula
A szakállaspapagáj (Psittacula) a madarak osztályának papagájalakúak (Psittaciformes) rendjébe, a szakállaspapagáj-félék (Psittaculidae) családjába és a szakállaspapagáj-formák (Psittaculinae) alcsaládjába tartozó nem.

## Rendszerezésük
A nemet Georges Cuvier francia zoológus írta le 1800-ban, jelenleg az alábbi élő és kihalt fajok tartoznak ide:
- Rózsásbegyű szakállaspapagáj (Psittacula alexandri)
- Mauritiusi tarajospapagáj (Psittacula bensoni) - kihalt
- Nikobári szakállaspapagáj (Psittacula caniceps)
- Tibeti szakállaspapagáj (Psittacula derbiana)

Korábban az alábbi fajok is ebbe a nembe tartoztak, ám ezeket a következő nemekbe sorolták át.
Belocercus nembe:
- Nyílfarkú papagáj (Belocercus longicaudus vagy Psittacula longicauda)

Himalayapsitta nembe:
- Szilvafejű himalájapapagáj (Himalayapsitta cyanocephala vagy Psittacula cyanocephala)
- Szürkefejű himalájapapagáj (Himalayapsitta finschii vagy Psittacula finschii)
- Nepáli himalájapapagáj (Himalayapsitta himalayana vagy Psittacula himalayana)
- Virágfejű himalájapapagáj (Himalayapsitta roseata vagy Psittacula roseata)

Nicopsitta nembe:
- Ceyloni papagáj (Nicopsitta calthropae vagy Psittacula calthrapae)
- Malabár papagáj (Nicopsitta columboides vagy Psittacula columboides)

Palaeornis nembe:
- Nagy Sándor-papagáj (Palaeornis eupatria vagy Psittacula eupatria)
- Seychelle-papagáj (Palaeornis wardi vagy Psittacula wardi) - kihalt

Alexandrinus nembe:
- Mauritiusi sándorpapagáj (Alexandrinus eques vagy Psittacula echo)
- Rodriguezi sándorpapagáj (Alexandrinus exsul vagy Psittacula exsul) - kihalt
- Kis sándorpapagáj (Alexandrinus krameri vagy Psittacula krameri)

## Forrás
- Hivatalos magyar neve